# Granastyochus
Granastyochus (лат.) — род усачей трибы Acanthocinini из подсемейства ламиин.

## Описание
Коренастые жуки с булавовидными бёдрам. От близких групп отличается следующими признаками: высота нижней доли глаза равна высоте щеки; надкрылья без центробазального гребня или продольного валика; поверхность с яркими металлически блестящими зелёными чешуйками с примесью щетинок; яйцеклад очень удлиненный

## Классификация и распространение
В составе рода около 6 видов. Встречаются, в том числе, в Северной и Южной Америке.
- Granastyochus elegantissimus (Tippmann, 1953)[7]
- Granastyochus fulgidus Monné & Martins, 1976
- Granastyochus intricatus Monné & Martins, 1976
- Granastyochus nigropunctatus (Bates, 1881)
- Granastyochus picticauda (Bates, 1881)
- Granastyochus trifasciatus Gilmour, 1959